# Jean-Pierre Kutwa
Jean-Pierre Kutwa, né le 22 décembre 1945 dans le quartier de Blockhauss à Abidjan en Côte d'Ivoire, est un évêque catholique ivoirien, archevêque métropolitain d'Abidjan de mai 2006 à mai 2024.

## Biographie
Jean-Pierre Kutwa est ordonné prêtre à Abidjan par le cardinal Bernard Yago, le 11 juillet 1971. 
Trente ans plus tard, il est nommé par Jean-Paul II archevêque de Gagnoa le 15 mai 2001. Il est consacré le 16 septembre suivant par le cardinal Bernard Agré, alors archevêque d'Abidjan. 
Il prend part au synode des évêques au Vatican en octobre 2005 en qualité de délégué de l'épiscopat ivoirien. 
En mai 2006, Benoît XVI le transfère au siège métropolitain d'Abidjan où il succède au cardinal Agré qui se retire pour raison d'âge. 
Président de la Commission épiscopale pour l'œcuménisme et l'apostolat biblique, Jean-Pierre Kutwa est également vice-président de la Conférence épiscopale régionale de l'Afrique de l'Ouest (CERAO). Il est compositeur de musique.
Le dimanche 12 janvier 2014, François annonce au cours de l’Angélus sa création comme cardinal qui aura lieu le 22 février 2014 en même temps que celle de dix-huit autres prélats .
Il est nommé membre de la congrégation pour l'évangélisation des peuples le 13 septembre 2014.
Il sera installé dans sa paroisse cardinalice le 26 février 2017.
Le 20 mai 2024, le pape François accepte sa démission pour raison d'âge et nomme Ignace Bessi Dogbo pour lui succéder.
Le 27 décembre 2024, il est nommé administrateur apostolique sede plana du diocèse de Man après des mois de tensions entre l'évêque, Gaspard Béby Gnéba, et le clergé local.
Il participe au conclave de 2025 qui élit le pape Léon XIV.

## Abus sexuels
En 2018, le prêtre Anderson Sylvain Kouamé Abé est arrêté pour des faits de viol sur une jeune femme. Le cardinal Jean-Pierre Kutwa décide de suspendre le prêtre de ses fonctions. 
En 2020, Jean-Pierre Kutwa suspend également le groupe Sacerdoce royal dirigée par Do Oulaï Franklin Delaneaux dit Abraham Marie Pio,. Do Oulaï Franklin Delaneaux est réintégré dans ses fonctions, en 2024, après avoir reconnu les faits et s'être engagé à servir « notre mère Église dans l’avenir avec plus de prudence ». Pour la juriste Sylvia Apata, cette réintégration démontre le « laxisme » de l’Église concernant les violences sexuelles faites aux femmes .

## Succession apostolique
Jean-Pierre Kutwa a ordonné les évêques suivants :
- Évêque Bruno Essoh Yedoh (2019)
- Évêque Honoré Beugré Dakpa (2023)